# 論無理性的暴力威脅

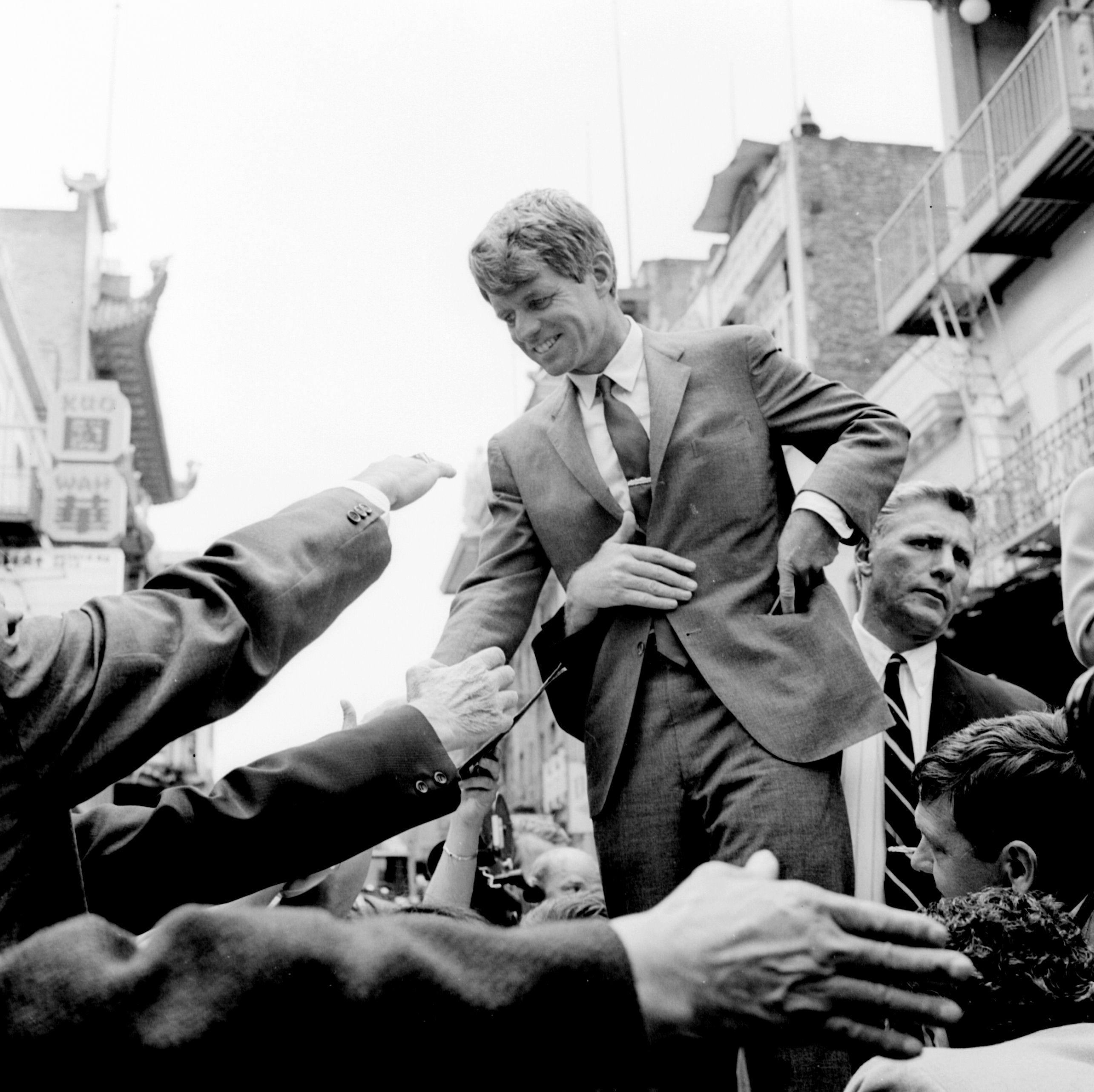
參議員羅伯特·F·甘迺迪於1968年競選總統時的畫面

《論無理性的暴力威脅》（英語：On the Mindless Menace of Violence）是由美國參議員暨總統參選人羅伯特·甘迺迪所發表的演說。他於1968年4月5日，在克里夫蘭市政俱樂部主辦、克里夫蘭喜來登酒店舉辦的活動上發表該演講。該日為馬丁·路德·金恩遇刺案發生後的翌日。透過這場演說，甘迺迪希望回應因金恩遇刺而在各地爆發的騷亂與混亂，同時針對他所認為日益嚴重的美國社會暴力問題發聲。
1968年4月4日，著名非裔美國民權領袖金恩牧師遭到暗殺，隨後全美各地爆發了種族騷亂。羅伯特·甘迺迪在印第安納波利斯即席發表了悼念金恩的演說後，返回下榻的飯店，並宣布暫停總統競選活動。儘管如此，在社區領袖的勸說下，他仍決定保留唯一的一場公開行程，於克里夫蘭市政俱樂部發表演說。甘迺迪放棄原先準備的講稿，其演講撰稿團隊於4月5日凌晨通宵工作，起草了對金恩遇刺事件的回應；甘迺迪則在前往克里夫蘭的路途中審閱並修改了草稿。這場演講僅長約十分鐘，甘迺迪在2,200名聽眾前闡述他對美國社會暴力問題的看法。他同時譴責暴動者與白人建制派，認為兩者皆對美國社會條件的惡化負有責任。雖未提出具體解方，但他呼籲群眾尋求共識，並努力與其他美國人合作。
甘迺迪此番演說未如他在印第安納波利斯的即席發言般廣為人知，亦在新聞媒體與學術界中逐漸被遺忘。然而他的多位幕僚認為這是他最傑出的演說。記者傑克·紐菲爾德認為，這篇演說堪為這位參議員的墓誌銘，因為甘迺迪在演講後兩個月即遭遇刺殺身亡。

## 背景

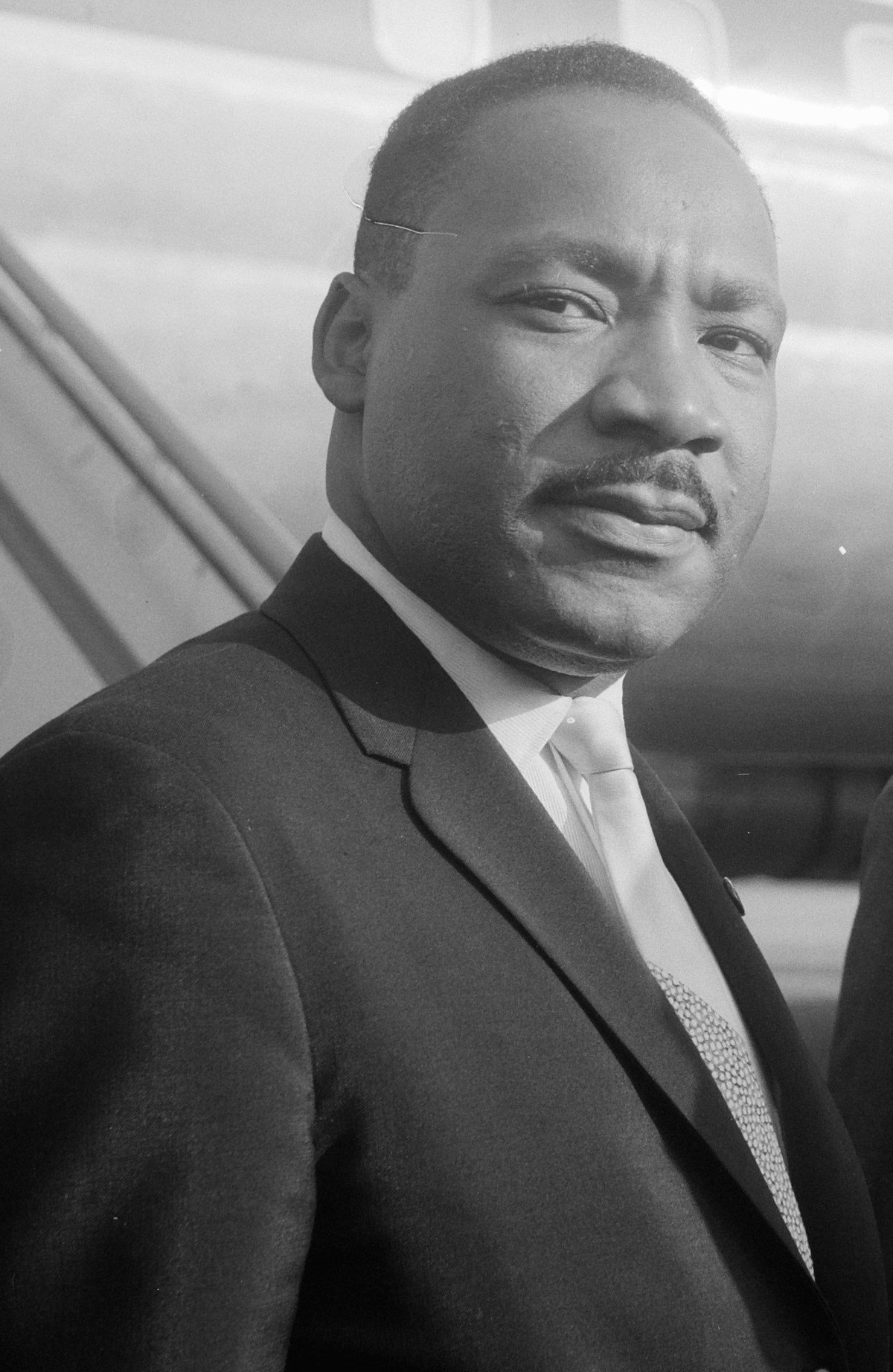
馬丁·路德·金，其逝世深深震撼民權運動人士，並引發全美一連串的騷亂

1968年4月4日，非裔美國民權領袖馬丁·路德·金在田納西州孟菲斯遭狙擊手暗殺，美國參議員羅伯特·甘迺迪當時正前往印第安納波利斯進行總統競選活動，途中得知此事。他即席發表了簡短演說後，宣布中止所有競選活動並返回下榻的馬羅特飯店。與多位非裔社區領袖通話後，甘迺迪決定公開反對針對金恩遇刺事件的暴力反應，並如期出席在克里夫蘭市政俱樂部的演說。 幕僚一致認為這是最佳行動方案，並建議他在演說後即前往華盛頓哥倫比亞特區，停留至金恩下葬為止。甘迺迪亦致電位於亞特蘭大的金恩遺孀科麗塔·斯科特·金。在她的請求下，甘迺迪指示幕僚法蘭克·曼基維茲安排飛機將金恩遺體運返家鄉。由於多家航空公司不願承接此任務，最終由甘迺迪友人協助包機處理。約翰·路易斯與厄爾·葛雷夫斯等人亦被派往協助科麗塔·金。甘迺迪還為金恩住所增設三條電話線，以應對大量來電，其幕僚亦在亞特蘭大的西亨特浸信會教堂設立呼叫中心供金恩家族使用。
當晚在馬羅特飯店，甘迺迪與14位當地黑人領袖舉行會談。這場會議由幕僚詹姆斯·托蘭（James Tolan）在金恩遇刺前便已安排，並於托蘭的房間內進行。 與會人士曾討論是否應繼續舉行會議。甘迺迪最終出席，但會談很快陷入激烈爭論，多位領袖指責他是「白人建制派」中不可信賴的一員。甘迺迪在爭論中失去耐性，說道：「我不需要承受這些煩擾。我大可以坐在自己的泳池邊。你們知道的，上帝對我很好，我其實什麼都不缺。但我覺得既然祂如此恩待我，我應該回饋一些。而你們自稱為領袖，卻只會抱怨個人的問題，從沒談過你們自己人民的處境。」會議最終在多數與會者承諾支持甘迺迪的競選下結束。 其中一人後來表示，甘迺迪「完全展現出同理心與理解」。

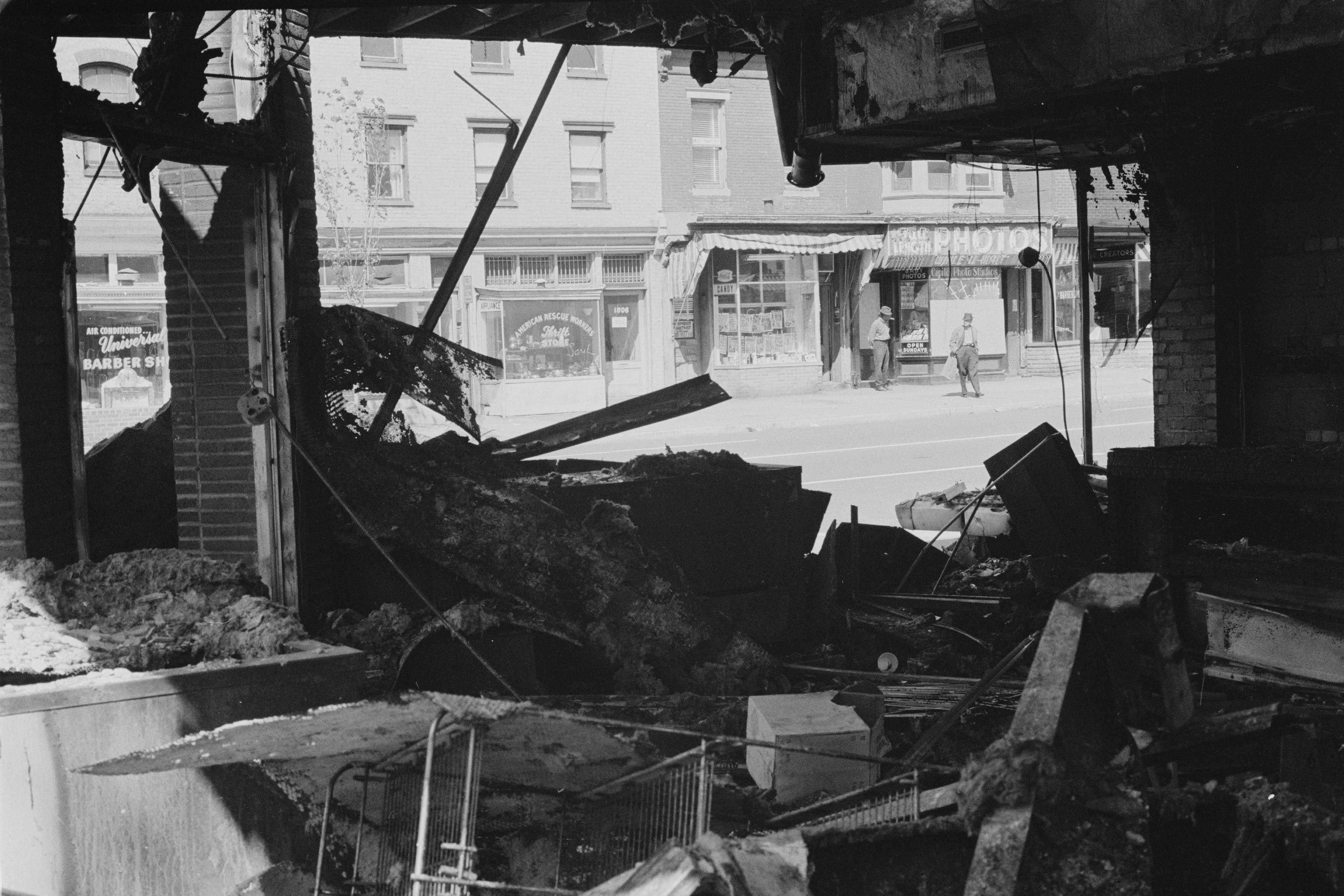
金恩遇刺引發的騷亂之激烈程度深深震撼了甘迺迪，並促使他發表了這篇演說。

甘迺迪隨後在飯店內不安地來回踱步，並探視其幕僚人員。當被問及金恩的遇害是否讓他想起了兄長約翰·F·甘迺迪總統於1963年的遇刺事件時，他回應說：「是啊，但也讓我開始思考，他們會不會也對我這麼做。」他對撰稿人傑夫·格林菲爾德說：「你知道嗎，馬丁·路德·金恩的死，並不是這個世界上最糟的事。」格林菲爾德後來表示：「當時我完全無法理解他這樣的冷漠，直到我意識到——他當時想的是他哥哥的死。」
同時，格林菲爾德與另一位撰稿人亞當·瓦林斯基在房內撰寫針對金恩遇刺事件的正式回應，並透過電話獲得位於紐約的泰德·索倫森的協助。不過索倫森的回憶有所不同。他記得1968年4月4日晚間接到甘迺迪打來的電話時，自己人在華盛頓特區而非紐約。甘迺迪請他就即將在克里夫蘭發表的演說提供意見，並表示將在一小時內再次來電。索倫森想到約翰·F·甘迺迪的遇刺事件，立即在廢紙上開始撰寫筆記。甘迺迪回電後，索倫森口述起草內容，由參議員親自手寫紀錄。 曼基維茲後來回憶自己在演講撰寫過程中「偶爾」參與其中。 大部分內容則由瓦林斯基撰寫完成。
1968年4月5日凌晨約2點半，甘迺迪發現瓦林斯基趴在打字機上睡著，格林菲爾德則已倒臥在床上。 甘迺迪替格林菲爾德蓋上毯子，格林菲爾德醒來後說：「看來你也沒那麼無情嘛。」甘迺迪回應道：「別告訴別人。」當日上午，瓦林斯基與格林菲爾德將索倫森的內容補入講稿，完成了這篇演說。

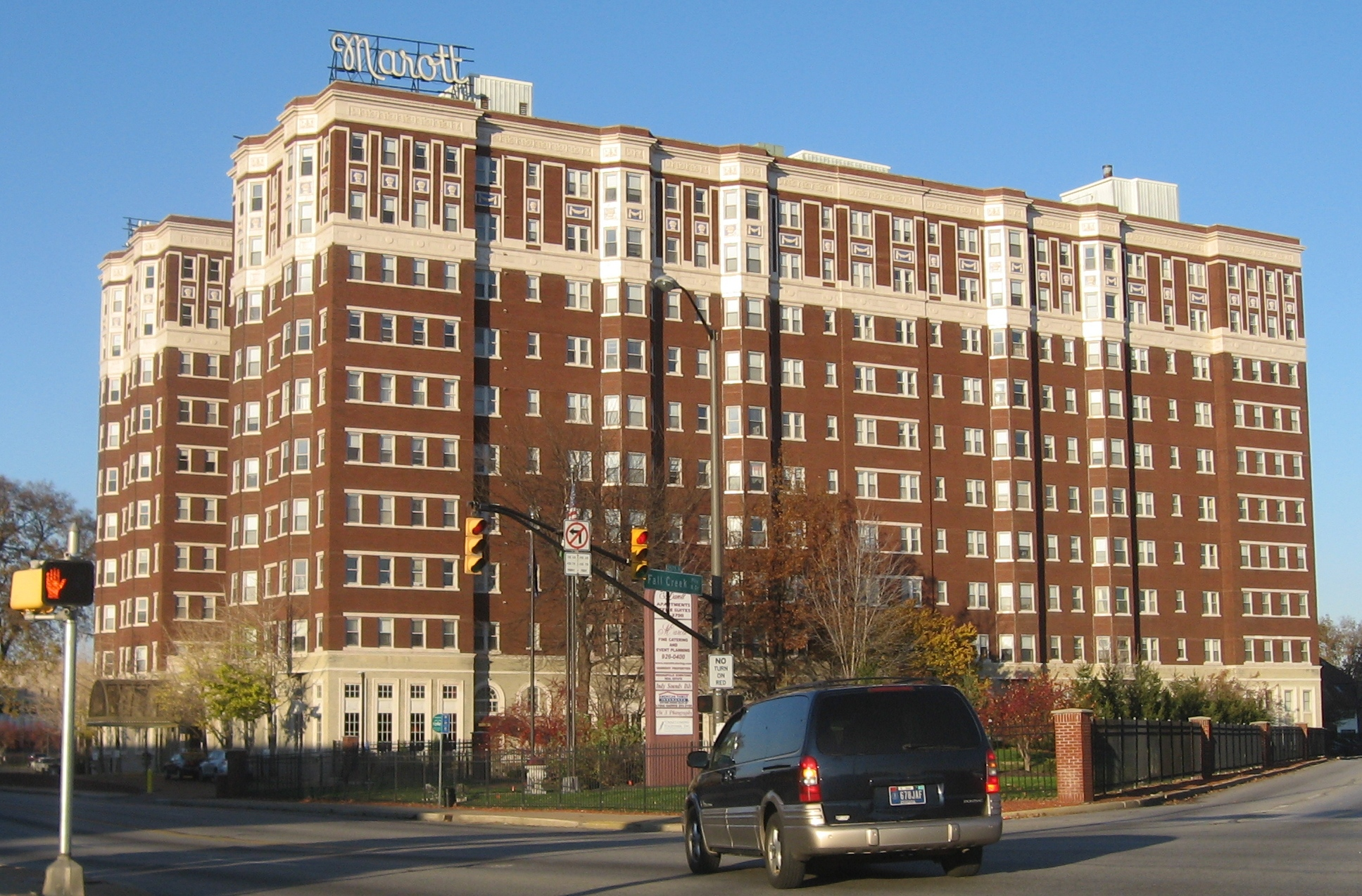
甘迺迪幕僚撰寫演講稿的馬羅特飯店｜left

此時，甘迺迪接受了娛樂主持人傑克·帕爾的訪談。當時的甘迺迪情緒沉重；當被問及白宮是否能容納他那麼龐大的家庭時，他答道：「你覺得這會是我最大的問題嗎？」帕爾接著更嚴肅地詢問，是否提供就業機會就能解決都市貧民窟的問題，甘迺迪表示，雖然工作機會確實重要，但還必須伴隨「對他人的同理與關懷」。帕爾再問：「當你聽到金恩博士被暗殺時，你有什麼想法？」甘迺迪回答：「我想的是，越來越多人訴諸暴力。而到了最後，這將摧毀我們的國家。」
甘迺迪在飛往克里夫蘭的途中審閱並大幅修改了演講稿。 飛機最終延誤90分鐘抵達。 為表對金恩的尊重，原定自克里夫蘭霍普金斯國際機場出發的遊行車隊取消。 甘迺迪改乘一輛白色敞篷車進入市區。途中，一名幕僚從配有车载电话的車輛中攔車通知甘迺迪，警方懷疑在他即將發表演說的飯店對面教堂尖塔中可能藏有狙擊手。其貼身保鑣比爾·巴里（Bill Barry）建議甘迺迪暫時停車等待，由他先行探查。但甘迺迪憤怒地拒絕，說道：「不，我們絕不會因為這種威脅就停下來。」甘迺迪隨後穿越克里夫蘭公共廣場，現場聚集了約一萬人，正舉行金恩的追悼活動。原先甘迺迪也預定在該處發表演說，但該行程已取消。

## 演講

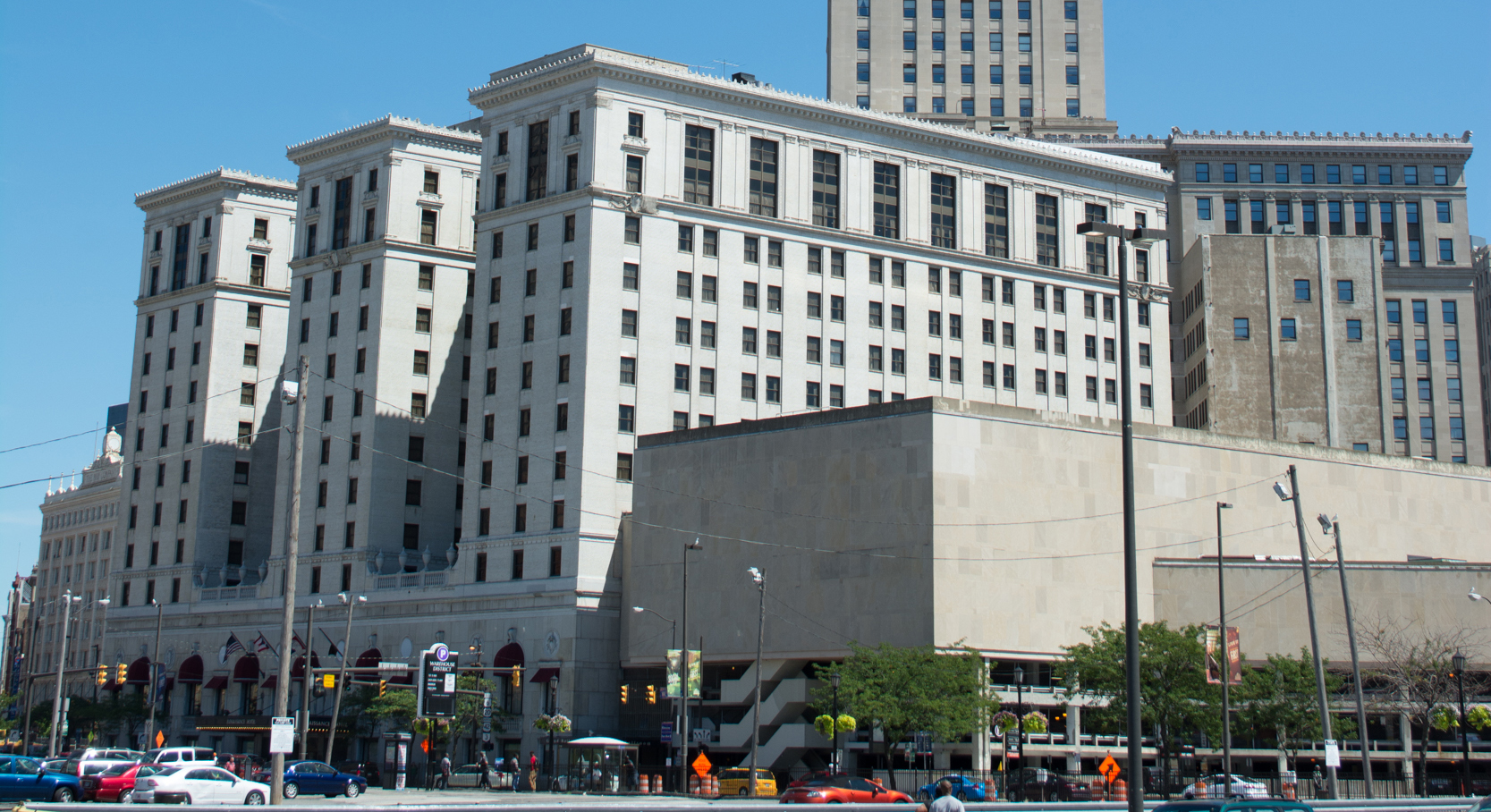
克里夫蘭喜來登飯店，甘迺迪發表演說的地點

甘迺迪的演說備受矚目；在活動前一週內，克里夫蘭市政俱樂部已售出逾1,400張門票，供民眾參加於克里夫蘭喜來登飯店舉行的午餐演說會。當地頻道WKYC電視三台與WEWS電視五台中斷原本對金恩遇刺事件的報導，改為直播甘迺迪的演講。現場共有約2,200名市政俱樂部成員聽取此演說，全長僅10分鐘。甘迺迪語氣平靜且莊重， 演說中亦融入了悲劇主題。

### 總結
甘迺迪在開場時即淡化自己作為總統參選人的政治身分與抱負，強調當下的局勢， 並說道：
今天是羞恥與悲傷的時刻，並不是從事政治活動的日子。我保留這次短暫的機會，想對各位談一談這個再次玷污我們國土與每個人生命的──美國的這場無理性的暴力威脅。
這番話為整場演說定下了基調。 接著，甘迺迪以強烈且充滿情感的語言闡述他對「暴力」的觀點。 他指出，暴力對所有美國人造成傷害，無論其種族為何。他隨後暗指金恩之死，並強調暴力的無意義，提問道：
為什麼？暴力究竟完成了什麼？它又創造了什麼？從來沒有哪位殉道者的理想會因刺客的子彈而沉寂。從來沒有哪一項錯誤能因暴動與社會混亂而得以修正。狙擊手只是懦夫，不是英雄；而一群失控且無法控制的暴民，只是瘋狂的聲音，不是人民的聲音。
透過這段話，甘迺迪勸誡民眾不要因金恩之死而發動暴動， 並實質上將暴民的行為與刺殺民權領袖的兇手相提並論。他隨後引用亞伯拉罕·林肯的話，並將美國社會描繪為一個愈發屈服於暴力傾向、從而侵蝕其國家理想的民族。 他主張，任何死亡事件都會貶損美國社會的整體道德水平， 並因此採取堅定立場，明確反對任何形式的暴力行為。
甘迺迪指出，美國社會對暴力的容忍度正在不斷上升， 從對越南戰爭新聞報導的冷漠接受， 到電影與電視中殺戮場景的頻繁出現， 乃至於槍枝管制措施的不足。他亦批評美國在內政與外交上的雙重標準，指出有些美國人支持海外實行非暴力，卻不願在本國推行；另一些譴責暴動的人，卻正是造成暴動發生的社會條件的始作俑者。 緊接著，他指出，一些美國人「總是在找替罪羊，有些則在尋找陰謀」。 隨後，他進一步批評政府與民間建制派：
還有另一種暴力，它來得較慢，卻同樣致命，破壞力絲毫不亞於夜裡的一聲槍響或爆炸。這是體制的暴力──冷漠、無所作為，以及緩慢的腐朽。這種暴力折磨著貧困者，因為膚色不同而毒化人與人之間的關係。這是孩童因飢餓而一點一滴被摧毀，是學校沒有書本，是冬日家中沒有暖氣。這是剝奪一個人成為父親、成為堂堂正正之人的機會，從而摧毀其尊嚴與靈魂。而這一切，也同樣折磨著我們所有人。

即使在1960年代，這番言論仍被視為激進且可能引發爭議。 隨後，甘迺迪警告說，當一個社會試圖「教導」人民彼此仇恨，或灌輸某個人是「次等人」的觀念（暗指當時其他公眾人物常見的種族歧視言論），就會降低社會合作的可能性，並提高暴力衝突的風險。
甘迺迪在演說中並未列出任何具體計畫或政策提案來解決當前問題， 因為他相信，暴力的終結並無單一解方。 即便如此，他仍明言，若什麼都不做，美國的暴力問題將持續存在。他表達了希望，只要人們攜手合作、推動改變，暴力或可得以遏止。 隨著演說進入尾聲，甘迺迪的語氣愈發堅定而充滿希望。 他最後以亞伯拉罕·林肯的第二次就職演說作結，作出隱喻呼應。
我們在這個星球上的生命太短，待完成的工作太多，實在不能再讓這種精神在我們的土地上滋長下去。當然，我們無法靠一項政策或一紙決議就將它驅除。但我們或許能夠──即使只是暫時地──記得，與我們一同生活的人是我們的兄弟；他們與我們一樣，只擁有短暫的人生；他們也如我們一般，渴望擁有一段有意義與幸福的生命，在其中尋求滿足與實現。這種共同命運的連結，這種共同目標的聯繫，無疑可以教會我們一些事情。我們理應至少學會：看待身邊的人如同同胞，並開始更加努力去療癒我們之間的傷痕，讓我們的內心再次成為兄弟與國人。
當甘迺迪演講結束時，有數位女性已感動落淚。 他打破克里夫蘭市政俱樂部歷來講者接受觀眾提問的傳統，未開放問答環節。觀眾起立鼓掌向他致意。 克里夫蘭當地主要報紙《誠懇家日報》讚譽這場演說為「永恆之言」，並給予大量報導。但在全國媒體層面，甘迺迪的談話所獲關注相對有限。

## 後續
演講結束後，甘迺迪搭乘包機前往華盛頓特區。 當飛機接近城市時，乘客們可見下方因騷亂而引發的濃煙升起。甘迺迪要求飛行員再繞一圈，以便再次觀察情況。抵達後，甘迺迪提議親自前往暴動區域安撫群眾，說道：「我覺得我可以對這些人做些什麼。」此舉令大多數幕僚震驚不已。佛雷德·達頓為了拖延時間，建議甘迺迪先禮貌性地告知市長華特·華盛頓他的計畫；約翰·巴特洛·馬丁則勸他暴動未平息前難有作為，並警告這樣做會讓他看起來像是在作秀。甘迺迪最後勉強同意返回住處。

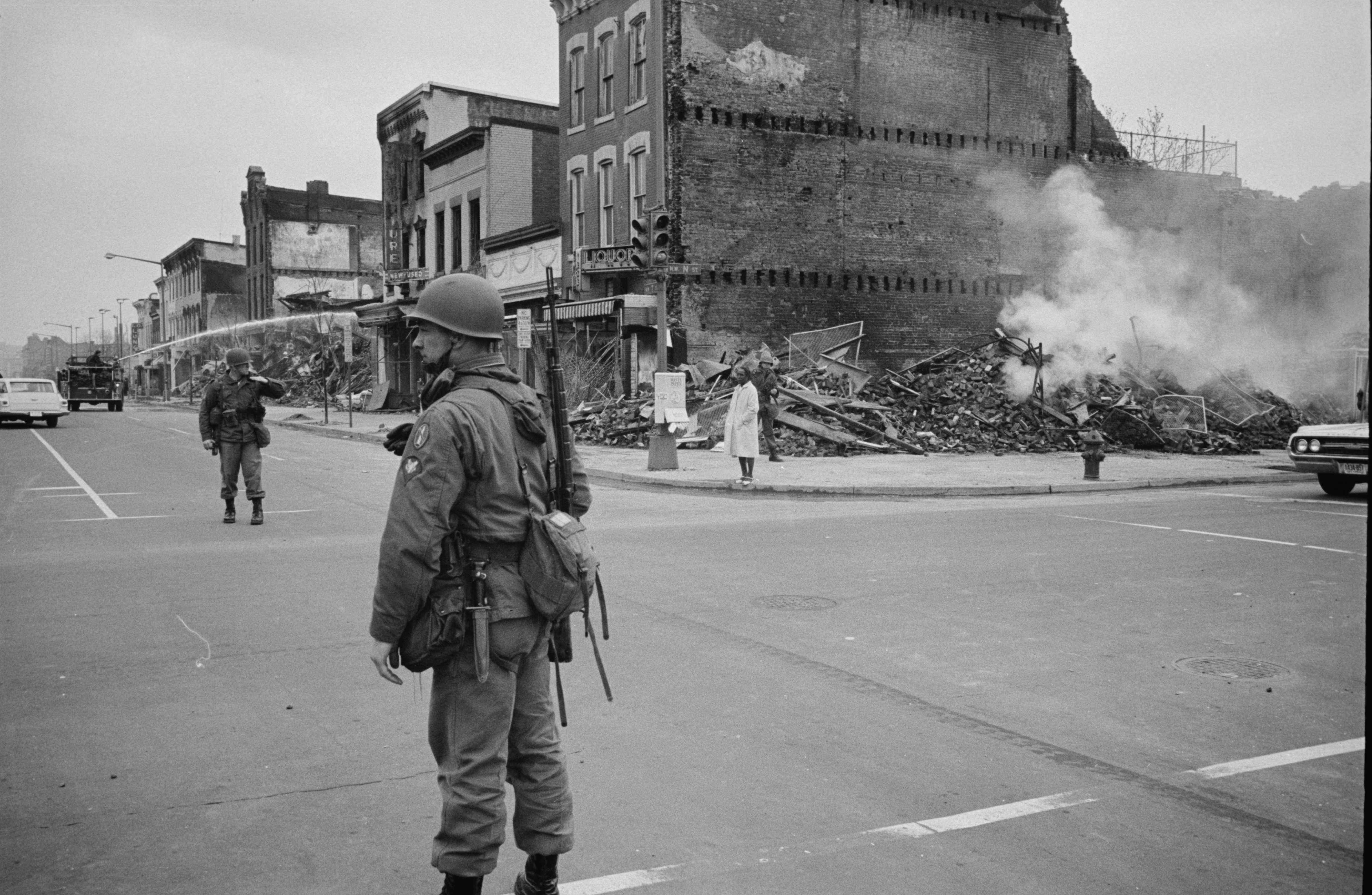
華盛頓特區騷亂後，聯邦軍隊在街頭巡邏

兩天後，甘迺迪與妻子埃塞爾·甘迺迪出席了位於騷亂區域的新伯特利浸信會清晨8點的棕枝主日禮拜。被廣泛指責為煽動當地騷亂的斯托克利·卡邁克爾也在會眾之列。虔誠天主教徒的甘迺迪與其他教友一同領受聖餐禮，此舉令華盛頓主教頗感不悅。禮拜結束後，他詢問牧師沃爾特·E·福恩特羅伊周邊地區的破壞情況有多嚴重。 隨後，福恩特羅伊帶他步行前往第十四街最為嚴重的災區。埃塞爾、幕僚彼得·艾德爾曼與其妻瑪麗安·萊特·艾德爾曼，以及數位記者、地方官員與教友緊隨其後。 隨著人群行進，隊伍越聚越大，最終大到令一組美國國民警衛隊誤以為是一群劫掠者。警衛隊因恐發生衝突，戴上防毒面具並裝上刺刀。一輛跟隨的警車緊急加速駛入人群與衛兵之間，阻止衝突發生。 福恩特羅伊回憶道：「當他們看到那是小甘迺迪時，立刻取下面具放我們通過。他們看起來如釋重負。」
當晚，甘迺迪召開電視記者會，探討是否可設立一個類似和平隊的國內計畫，以減少白人郊區的種族歧視現象。 4月8日，甘迺迪與其妻依照柯麗塔·斯科特·金的請求，前往亞特蘭大參加馬丁·路德·金恩的葬禮。隨後他與幕僚舉行會議，討論如何吸引對非裔美國人民權運動感到疲乏的中產白人關注，以緩解全國種族緊張情勢。甘迺迪隨後返回印第安納，並於4月10日發表第三場、也是最後一場受金恩之死啟發的演說。與先前呼籲同情與終止暴力不同，這次他直言勸告白人應接納並歡迎黑人融入美國社會。 接下來整個四月，他逐步降低競選語調，改以「團結與和解」為主軸。甘迺迪在後續競選中反覆重申克里夫蘭演說中對美國內部弊病的批判。

## 評價
〈論無理性的暴力威脅〉這篇演說在歷史上長期被甘迺迪於印第安納波利斯的即席談話所掩蓋，亦鮮少受到學術界關注， 但仍被部分人士視為具有歷史意義的重要演說。 記者傑克·紐菲爾德認為這是「整場競選中寫得最好的講稿，也可能是甘迺迪政治生涯中最優秀的演說之一」。另一位記者大衛·哈伯斯坦則評價道，這是「也許是這場競選中最出色的一篇演說，也許是他一生中最出色的一次」。 格林菲爾德亦曾稱其為「競選期間撰寫得最出色的演說」。曼基維茲則寫道，這可能是「甘迺迪在競選期間發表過的最佳演說之一，無疑也是其整個公職生涯中最傑出的一篇」，且是「最能體現甘迺迪對人性觀點與其所面臨威脅的演說」。記者朱爾斯·維特科弗表示，這篇演說「在非常真實的意義上，成為羅伯特·甘迺迪總統競選中的一個轉捩點」，因為它讓他得以找到一個新的主題來重新定位競選方向。1968年6月甘迺迪遇刺後，俄亥俄州聯邦眾議員查爾斯·范尼克在美國眾議院發表演說，稱該篇克里夫蘭演說是這位已故參議員在「犯罪與暴力問題上最具分量的聲明」。 紐菲爾德認為，這篇演說正是對甘迺迪本人最恰如其分的墓誌銘。
1999年，瑪麗安·萊特·埃德爾曼在科羅拉多州發表演說時引用了甘迺迪的講詞。 在2015年聖貝納迪諾槍擊案發生後不久，她又在兒童捍衛基金會第25屆「擊敗逆境獎」頒獎典禮上發表演說，譴責槍枝暴力，並再次引用甘迺迪的言論。 總統巴拉克·歐巴馬在2016年達拉斯警察槍擊案後致美國執法部門的公開信中也引用了這段講詞。 記者兼前白宮新聞秘書比爾·莫耶斯在達拉斯槍擊事件後撰文指出：「如今，[甘迺迪]動人的話語依然如此貼近現實」。約翰·M·墨菲將這篇演說形容為一篇「美式的哀訴文」，並指出它「與其說是競選演說，不如說更像是一篇講道」。 根據《旗幟周刊》的說法，「[這篇演說]在某種程度上促使『暴力』一詞成為任何令人遺憾的社會問題的代名詞。」
儘管許多書籍與電影詳細探討甘迺迪在印第安納波利斯的演說，大多卻完全忽略他在克里夫蘭的講話，或僅略作提及。最廣為人知的呈現方式，是2006年電影《波比》的結尾，當中以這場演講的錄音作為旁白，搭配羅伯特·甘迺迪在加州遇刺的真實與重現片段。 羅伯特·甘迺迪的女兒凱莉後來表示：「我其實認為，如果不是因為他前一天發表的那場演說，人們會一直認為他在克里夫蘭的講話是他最出色的演說。」在弗吉尼亞理工大學校園槍擊案於2007年發生後，歷史學家柴克瑞·J·馬丁（Zachary J. Martin）撰寫了一本關於該演說的書籍《〈無謂的暴力威脅〉：羅伯特·F·甘迺迪的願景與當下的迫切》，並於2009年出版。2015年推出了一部名為《無謂的暴力威脅》的短篇電影，描繪美國各地社區中各種族群間的槍枝暴力，畫面搭配該演說的部分錄音片段。2018年4月5日，克里夫蘭市民俱樂部（City Club of Cleveland）舉辦活動，紀念該演說發表50週年。

## 註腳
1. ↑  該演講有時亦簡稱為《無理性的暴力威脅》（The Mindless Menace of Violence）[1]，亦被稱為《羞恥與悲傷的時代》（A Time of Shame and Sorrow）。[2]
2. ↑  原先為克里夫蘭市政俱樂部準備的講稿是以經濟議題為主的競選演說，旨在爭取當地企業主與民主黨地方幹部支持，最終並未使用。[12][13]
3. ↑  曼基維茲表示，此演說「在金恩遇刺的新聞報導中幾乎未受關注」。[4]
4. ↑  約翰·M·墨菲（英语：John M. Murphy (New York politician)）指出，甘迺迪對越戰的新立場即為例證：「他在首場競選演說（英语：Conflict in Vietnam and at Home）——堪薩斯州立大學演講中，關注美國面臨的精神問題，並將其歸因於越戰。甘迺迪認為美國介入越南戰爭造成了國內危機，結束戰爭將可解決問題……而在克里夫蘭演說之後，他則將越戰視為美國內部暴力傾向的徵兆，主張重申美國核心價值才是解方。」[52]
5. ↑  維特科弗暗指甘迺迪遇刺事件時寫道：「這是一篇即使兩個月後原封不動重講，也適用於發生在洛杉磯的另一場毫無意義的暴力行動。」[60]

## 書目
- . The Daily Reporter（英语：The Times-Reporter） (Cleveland). Associated Press. 1968-04-05: 10.
- Clarke, Thurston.  Illustrated. Macmillan. 2008. ISBN 978-0-8050-7792-6.
- Crines, Andrew S.; Moon, David S.; Lehrman, Robert; Thody, Philip (编). . Rhetoric, Politics and Society illustrated. Springer. 2016. ISBN 978-1-137-50903-1.
- Dooley, Brian.  reprint. Ryburn Publishing. 1995. ISBN 978-1-85331-103-1.
- Drury, Jeffrey P. Mehltretter; Crouch, Cole A.  (PDF). Voices of Democracy. 2017-02-14, 11: 1–24  [2017-04-25].
- Duffy, Bernard K.; Leeman, Richard W. . Santa Barbara, California: Greenwood Publishing Group. 2005. ISBN 978-0-313-32790-2.
- Guthman, Edwin O.; Allen, C. Richard (编). . New York City: Viking. 1993. ISBN 978-0-670-84873-7.
- Mankiewicz, Frank; Swerdlow, Joel L.  illustrated. Macmillan. 2016. ISBN 978-1-4668-8097-9.
- Martin, Zachary J. . Lanham, Maryland: Hamilton Books. 2009. ISBN 978-0-7618-4450-1.
- . United States Government Printing Office. 1968.
- Murphy, John M. . Quarterly Journal of Speech. 2009-06-05, 76 (4): 401–414. doi:10.1080/00335639009383933.
- Newfield, Jack.  3rd. New York City: Plume（英语：Plume (publisher)）. 1988. ISBN 978-0-452-26064-1.
- Palermo, Joseph A.  illustrated, reprint. Columbia University Press. 2013. ISBN 978-0-231-50265-8.
- Rothman, Lily. . Time. 2016-07-19  [2016-08-07].
- Schlesinger, Arthur M. Jr.  2 reprint. Houghton Mifflin Harcourt. 2002. ISBN 978-0-618-21928-5.
- Simko, Christina. . Oxford University Press. 2015. ISBN 978-0-19-938179-1.
- Thomas, Evan.  illustrated, reprint. Simon and Schuster. 2002. ISBN 978-0-7432-0329-6.
- Tye, Larry. . Random House Publishing Group. 2016. ISBN 978-0-679-64520-7.
- The Times Recorder. . The Times Recorder (Cleveland). 1968-04-06: 5.
- Witcover, Jules.  reprint. Quill. 1988. ISBN 978-0-688-07859-1.

## 外部連結
- Audio of the speech from the City Club of Cleveland